# Пространство квадратично-суммируемых последовательностей
Пространство квадратично-суммируемых последовательностей — метрическое пространство, одно из базовых пространств последовательностей, состоит из бесконечных последовательностей чисел {\displaystyle x=\{x_{n}\}_{i=1}^{\infty }} для которых ряд:
{\displaystyle \sum _{i=1}^{\infty }|x_{i}|^{2}}
сходится и в котором определено расстояние {\displaystyle \rho (x,y)} между двумя точками {\displaystyle x,y} как : 
{\displaystyle \rho (x,y)={\sqrt {\sum _{i=1}^{\infty }(x_{i}-y_{i})^{2}}}}.
Стандартное обозначение — {\displaystyle \ell ^{2}}. Единственное из пространств последовательностей {\displaystyle \ell ^{p}}, являющееся гильбертовым.
Сумма элементов и умножение на вещественное число определяются покомпонентно по аналогии с евклидовым пространством:
{\displaystyle \{x_{i}\}_{i=1}^{\infty }+\{y_{i}\}_{i=1}^{\infty }=\{x_{i}+y_{i}\}_{i=1}^{\infty }}, {\displaystyle \lambda \{x_{i}\}_{i=1}^{\infty }=\{\lambda x_{i}\}_{i=1}^{\infty }}.
Скалярное произведение:
{\displaystyle (x,y)=\sum _{i=1}^{\infty }x_{i}y_{i}}.
Норма в таком пространстве определяется как:
{\displaystyle \left\|x\right\|={\sqrt {(x,x)}}={\sqrt {\sum _{i=1}^{\infty }x_{i}^{2}}}}.
Примеры:
- бесконечные последовательности вида {\displaystyle x=(1,{\frac {1}{2}},{\frac {1}{3}},\dots ,{\frac {1}{n}},\dots )} входят в {\displaystyle \ell ^{2}}, так как ряд {\displaystyle \sum _{n=1}^{\infty }{\frac {1}{n^{2}}}} сходится;
- коэффициенты ряда Фурье {\displaystyle f(x)={\frac {a_{0}}{2}}+\sum _{n=1}^{\infty }(a_{n}\cos nx+b_{n}\sin nx)} таковы, что {\displaystyle ({\frac {a_{0}}{2}},a_{1},b_{1},a_{2},b_{2},\dots ,a_{n},b_{n},\dots )\in \ell ^{2}}, что следует из неравенства Бесселя.

Любое евклидово пространство {\displaystyle \mathbb {R} ^{n}} является подпространством пространства {\displaystyle \ell ^{2}}, что следует из возможности представления его точек в виде {\displaystyle x=(x_{1},x_{2},\dots ,x_{n},0,0,\dots )}.
Квантовая механика первоначально была разработана в виде двух эквивалентных теорий: матричной механики Гейзенберга, использующей пространство {\displaystyle \ell ^{2}}, и волновой механики Шрёдингера, использующей изоморфное ему гильбертово пространство {\displaystyle L^{2}}.
Пространство {\displaystyle \ell ^{2}} иногда называют координатным гильбертовым пространством.